# Smilovci
Smilovci (mazedonisch Смиловци) ist ein Dorf im zentralen Teil Nordmazedoniens, das zur Gemeinde Čaška gehört. Die nächstgelegene Stadt ist Veles.

## Geographie
Smilovci liegt etwa 35  Kilometer südwestlich von Veles. Das Dorf befindet sich in der historischen Landschaft Klepa, wird jedoch auch zur Region Azot gerechnet. Die Nachbardörfer von Smilovci sind Stepanci und Pomenovo. Über dem Dorf erhebt sich das Bergmassiv Babuna.

## Geschichte

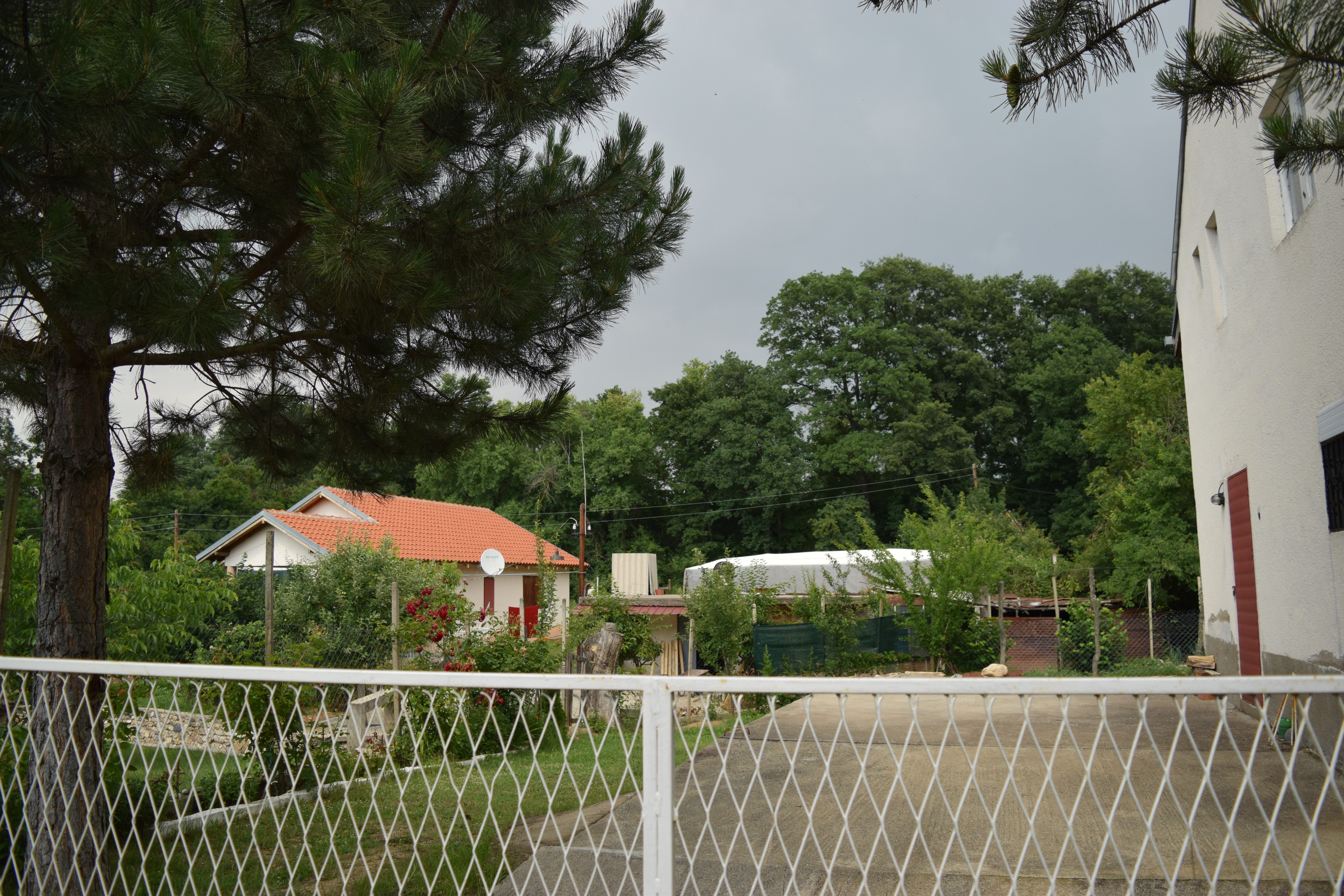
Blick auf die Dorfhäuser in Smilovci

Smilovci in der Gemeinde Čaška

Die Region Azot wurde nach 1900 Schauplatz blutiger Kämpfe und Scharmützel zwischen den bulgarischen Komitadschi der Inneren Makedonisch-Adrianopeler Revolutionären Organisation (WMORO) und den serbischen Tschetniks, welche sich teilweise erfolgreich in der Region eingenistet hatten.
Laut der Statistik des Ethnographen Wassil Kantschow zählte Stepanci Ende des 19. Jahrhunderts 350 Einwohner, welche allesamt als christliche Bulgaren klassifiziert wurden.
Nach den Statistiken des Sekretärs des bulgarischen Exarchats Dimitar Mischew ("La Macédoine et sa Population Chrétienne") im Jahr 1905 lebten in Stepanci 216 bulgarische Exarchisten.
Nach dem Ilinden-Aufstand verstärkte sich die serbische Propaganda im Dorf. Im Jahre 1907 erklärten sich alle 36 Haushalte des Dorfes unter Druck der serbischen Tschetniks als serbisch und erkannten das Ökumenische Patriarchat von Konstantinopel an. Nach der Jungtürkischen Revolution 1908 kehrten alle 36 Haushalte zurück zum bulgarischen Exarchat.
1927 führte der deutsche Forscher Leonhard Schultze Smilovci auf seiner Karte Mazedoniens auf und ordnete es als ein bulgarisch-christliches Dorf ein.
Laut der letzten Volkszählung von 2002 hatte Smilovci 20 Einwohner zu verzeichnen, alle ethnische Mazedonier.